# Ischnopteris xylinata
Ischnopteris xylinata là một loài bướm đêm trong họ Geometridae.